# Miconia ciliaris
Miconia ciliaris är en tvåhjärtbladig växtart som beskrevs av José Jéronimo Triana. Miconia ciliaris ingår i släktet Miconia och familjen Melastomataceae. Inga underarter finns listade i Catalogue of Life.